# Anna Constantia von Cosel

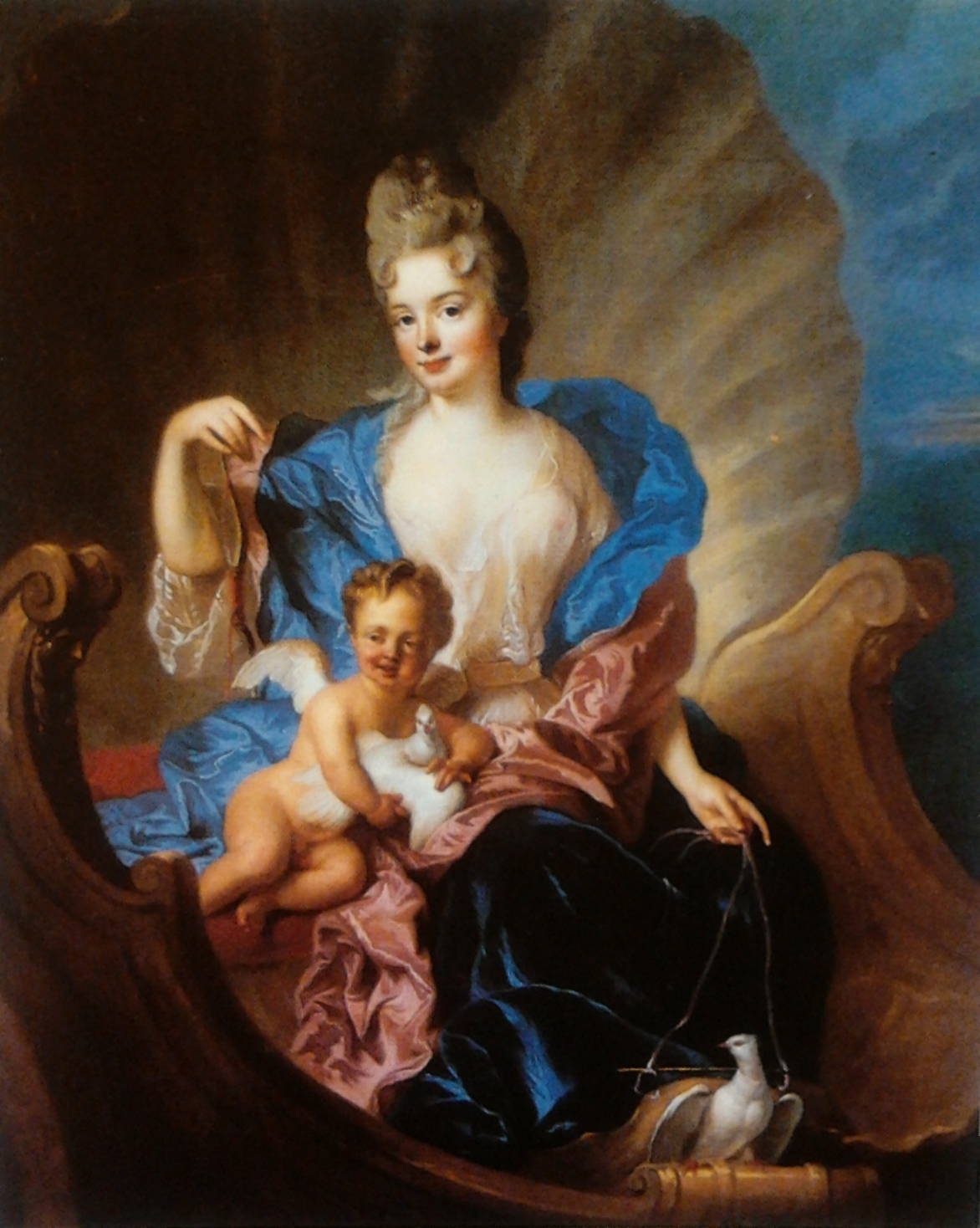
Anna Constantia von Brockdorff.

Anna Constantia von Brockdorff (Gut Depenau, 17 de outubro de 1680 - Stolpen, 31 de março de 1765), depois Condessa de Cosel, foi uma nobre e amante alemã do rei Augusto II da Polônia. Eventualmente, ele se virou contra ela e a exilou para a Saxônia, onde morreu após 49 anos de prisão.